# Piezoelektrizität

Direkter Piezoeffekt: Durch mechanischen Druck verlagert sich der positive (Q+) und negative Ladungsschwerpunkt (Q–). Dadurch entsteht ein Dipol, eine elektrische Spannung am Element. Die Zeichnung ist vereinfacht, ohne das Prinzip zu verfälschen: Nicht berücksichtigt ist die transversale Dehnung bei Längskompression; deren Verhältnis wird durch die Poissonzahl beschrieben.

Die Piezoelektrizität, auch piezoelektrischer Effekt oder kurz Piezoeffekt, (von altgr. πιέζειν piezein ‚drücken‘, ‚pressen‘ und ἤλεκτρον ēlektron ‚Bernstein‘) beschreibt die Änderung der elektrischen Polarisation und somit das Auftreten einer elektrischen Spannung an Festkörpern, wenn sie elastisch verformt werden (direkter Piezoeffekt). Umgekehrt verformen sich Materialien bei Anlegen einer elektrischen Spannung (inverser Piezoeffekt).

## Geschichte

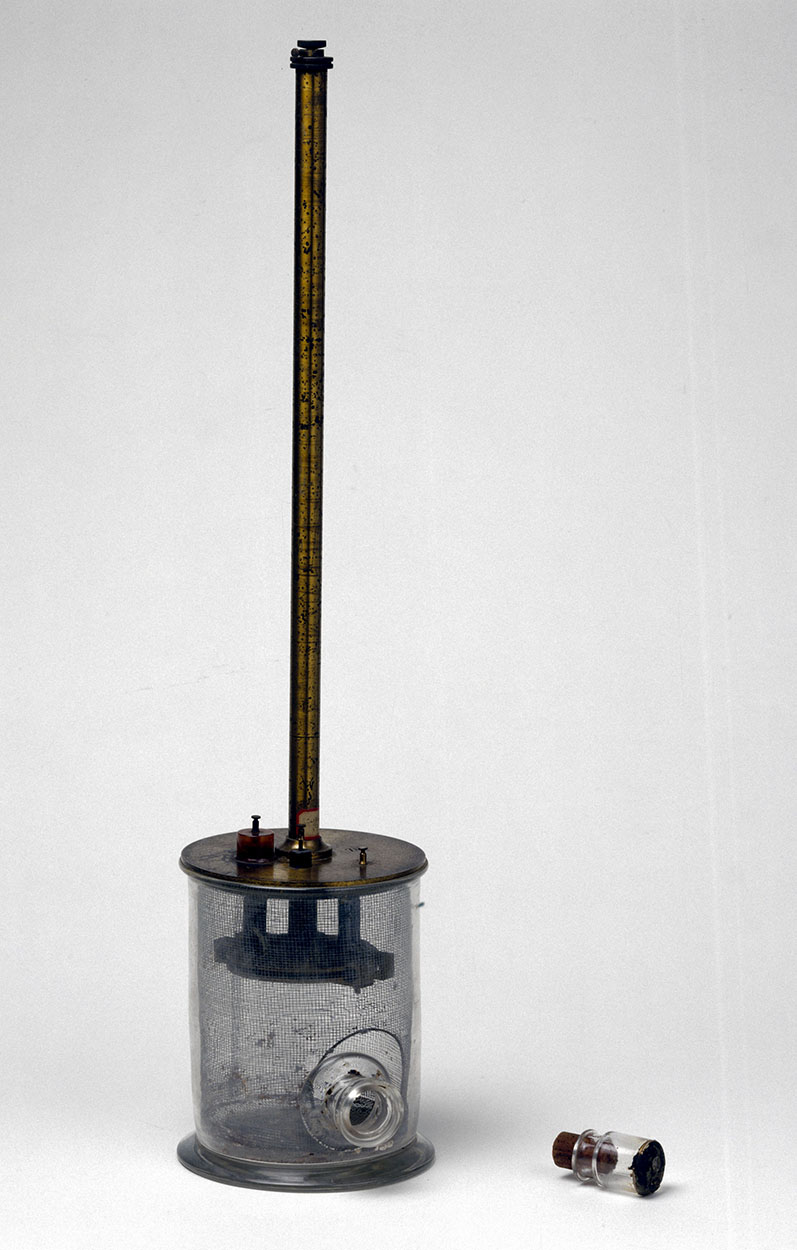
Quadrantenelektrometer von Pierre Curie, 1880–1890. Science Museum London.

Der direkte Piezoeffekt wurde im Jahre 1880 von den Brüdern Jacques und Pierre Curie bewiesen. Bei Versuchen mit Turmalinkristallen fanden sie heraus, dass bei mechanischer Verformung der Kristalle auf der Kristalloberfläche elektrische Ladungen entstehen, deren Menge sich proportional zur Beanspruchung verhält. Heute werden für Piezoelemente meist PZT-Keramiken (wie Blei-Zirkonat-Titanat) benutzt.
Makroskopisch konnte der Effekt im Rahmen der Kontinuumsmechanik schon Anfang des 20. Jahrhunderts beschrieben werden. Die mikroskopische Beschreibung wurde erst durch ein tiefgehendes Verständnis der diskreten Struktur der kondensierten Materie möglich. Eine genauere mikroskopische Abhandlung wurde von Richard M. Martin 1972 gegeben.
Die ersten Anwendungen waren piezoelektrische Ultraschallwandler und bald darauf Schwingquarze für die Frequenzstabilisierung. Durch das 1950 an Walter P. Kistler erteilte Patent auf den Ladungsverstärker gelang der piezoelektrischen Messtechnik der Durchbruch zur breiten industriellen Anwendung.

## Prinzip
Durch die gerichtete Verformung eines piezoelektrischen Materials bilden sich mikroskopische Dipole innerhalb der Elementarzellen (Verschiebung der Ladungsschwerpunkte). Die Aufsummierung über das damit verbundene elektrische Feld in allen Elementarzellen des Kristalls führt zu einer makroskopisch messbaren elektrischen Spannung. Gerichtete Verformung bedeutet, dass der angelegte Druck nicht von allen Seiten auf die Probe wirkt, sondern (beispielsweise) nur von gegenüberliegenden Seiten aus. Umgekehrt kann durch Anlegen einer elektrischen Spannung eine Verformung des Kristalls oder des Piezokeramik-Bauteils erreicht werden.
Im Wesentlichen unterscheidet man drei Effekte:
- Längs-Effekt: Die Kraft erzeugt eine Polarisation in Kraftrichtung und die elektrische Spannung kann in der gleichen Richtung gemessen werden.
- Quer-Effekt: Die Polarisation ist transversal zur Kraft, so dass die Spannung quer zur Kraftrichtung entsteht.
- Scher-Effekt: Die Spannung entsteht diagonal zu den Ebenen der Scherung.

Alle drei Effekte lassen sich auch umkehren. Das heißt, dass durch die Einwirkung einer Spannung durch die Volumenänderung eine Kraft erzeugt werden kann.
Wie jeder andere Festkörper können auch piezoelektrische Körper mechanische Schwingungen ausführen. Bei Piezoelektrika können diese Schwingungen elektrisch angeregt werden und bewirken ihrerseits wieder eine elektrische Spannung. Die Frequenz der Schwingung ist nur von der Schallgeschwindigkeit (eine Materialkonstante) und den Abmessungen des piezoelektrischen Körpers abhängig. Bei geeigneter Befestigung werden diese Eigenfrequenzen kaum von der Umgebung beeinflusst, wodurch piezoelektrische Bauteile wie Schwingquarze sehr gut für den Einsatz in präzisen Oszillatoren geeignet sind, beispielsweise für Quarzuhren.

## Piezoelektrische Materialien

### Grundlagen
Der piezoelektrische Effekt kann zunächst durch die Änderung der Geometrie erklärt werden. Alle ferroelektrischen Materialien und Materialien mit permanentem elektrischen Dipol sind auch piezoelektrisch, beispielsweise Bariumtitanat und Blei-Zirkonat-Titanat (PZT). Jedoch verhält sich nur ein Teil der Piezoelektrika ferroelektrisch.
Bei Kristallen ist die Kristallsymmetrie ein weiteres Kriterium für das Auftreten der Piezoelektrizität. Die piezoelektrische Polarisation tritt nicht auf, wenn der Kristall ein Inversionszentrum besitzt. Bei allen 21 nicht-zentrosymmetrischen Punktgruppen kann Piezoelektrizität auftreten, mit Ausnahme der kubischen Punktgruppe 432. Anders gesagt darf eine Elementarzelle keinen Punkt besitzen, an dem eine Punktspiegelung den Kristall in sich selbst überführt.
Das bekannteste Material mit Piezoeigenschaften ist Quarz (SiO2). Quarzkristalle besitzen die nicht-zentrosymmetrische Punktgruppe 32. Jedes Si-Atom sitzt in der Mitte eines Tetraeders aus vier Sauerstoffatomen. Eine in Richtung Grundfläche-Spitze (Kristallografische Richtung: [111]) wirkende Kraft verformt nun diese Tetraeder derart, dass die zusammengedrückten Tetraeder elektrisch polarisiert sind und so auf den Oberflächen des Kristalls (in [111]-Richtung) eine Nettospannung auftritt.
Technisch genutzte Materialien, die einen stärkeren Piezo-Effekt als Quarz zeigen, leiten sich oft von der Perowskit-Struktur ab, z. B.: Bariumtitanat (BaTiO3). Die kubische Perowskit-Modifikation selbst besitzt die zentrosymmetrische Punktgruppe {\displaystyle m{\bar {3}}m} und ist somit nicht-piezoelektrisch, das Material kann aber unterhalb einer kritischen Temperatur – der piezoelektrischen Curie-Temperatur TC – in eine nicht-zentrosymmetrische Perowskit-Struktur übergehen (rhomboedrisch/tetragonal, siehe Blei-Zirkonat-Titanat). Es zeigt dann eine spontane Polarisation und besitzt ferroelektrische Eigenschaften.

### Piezoelektrische Kristalle
- Der wichtigste piezoelektrische Kristall ist die vom Quarz gebildete bis zu 573 °C stabile trigonale Kristallstruktur α-Quarz. Die wichtigste Anwendung sind Schwingquarze.[3]
- Lithiumniobat hat gegenüber Quarz höhere piezoelektrische Konstanten und wird für piezoelektrische Filter und SAW-Bauelemente (engl.: surface acoustic wave, akustische Oberflächenwelle) verwendet.
- Galliumorthophosphat ist erst seit den 1990er Jahren als Piezoelektrikum erhältlich. Dieses Material ist dem Quarz ähnlich, hat jedoch höhere piezoelektrische Konstanten und eine bessere Temperaturstabilität. Es ist bis über 900 °C stabil.

Weitere piezoelektrische Kristalle sind Berlinit, Minerale der Turmalingruppe, Seignettesalz und alle Ferroelektrika wie Bariumtitanat (BTO) oder Blei-Zirkonat-Titanat (PZT). BTO und PZT werden jedoch normalerweise nicht als Einkristalle, sondern in polykristalliner Form (Keramiken) verwendet.
Gegenüber piezoelektrischen Kristallen haben piezoelektrische Keramiken wie PZT den Vorteil wesentlich höherer piezoelektrischer Koeffizienten. Vorteile der Kristalle Quarz, Galliumorthophosphat und Lithiumniobat sind höhere Temperaturstabilität, geringere Verluste, eine wesentlich geringere Hysterese und kaum vorhandenes Kriechen (also verzögerte Verformung) nach Änderung der angelegten Spannung.

### Piezoelektrische Keramiken

Perowskit-Elementarzelle von PZT-Piezokeramik. Unterhalb der Curie-Temperatur bildet sich ein Dipol aus.

Einprägen einer Polarisationsrichtung durch Ausrichtung der Dipole in einem elektrischen Feld

Industriell hergestellte Piezoelemente sind zumeist Keramiken. Diese Keramiken werden aus synthetischen, anorganischen, ferroelektrischen und polykristallinen Keramikwerkstoffen gefertigt. Typische Basismaterialien für Hochvolt-Aktoren sind modifizierte Blei-Zirkonat-Titanate (PZT) und für Niedervolt-Aktoren Blei-Magnesium-Niobat (PMN).
Der Stoffverbund der PZT-Keramiken (Pb, O, Ti/Zr) kristallisiert in der Perowskit-Kristallstruktur. Unterhalb der piezoelektrischen Curietemperatur bildet sich durch Verzerrungen der idealen Perowskit-Struktur ein Dipolmoment aus.
Bei keramischen Piezoelementen sind die internen Dipole nach dem Sinterprozess noch ungeordnet, weshalb sich keine piezoelektrischen Eigenschaften zeigen. Die Weissschen Bezirke oder Domänen besitzen eine willkürliche räumliche Orientierung und gleichen sich gegenseitig aus. Eine deutlich messbare piezoelektrische Eigenschaft lässt sich erst durch ein äußeres elektrisches Gleichfeld mit einigen MV/m aufprägen, wobei das Material bis knapp unter die Curie-Temperatur erwärmt und wieder abgekühlt wird. Die eingeprägte Orientierung bleibt danach zum großen Teil erhalten (remanente Polarisation) und wird als Polarisationsrichtung bezeichnet.
Das Drehen der Weissschen Bezirke durch die Polarisation führt zu einer leichten Verzerrung des Materials sowie einer makroskopischen Längenzunahme in Polarisationsrichtung.

### Weitere piezoelektrische Materialien
- Als aktive Sensormaterialien werden zunehmend auch piezoelektrische Dünnschichten eingesetzt. Mit Hilfe von Halbleitertechnologien ist es möglich, diese aktiven piezoelektrischen Dünnschichten auf Silizium abzuscheiden. Hierbei handelt es sich meist um Zinkoxid (ZnO) oder Aluminiumnitrid (AlN).
- Der Kunststoff Polyvinylidenfluorid (PVDF) lässt sich – ähnlich wie piezoelektrische Keramiken – polarisieren und ist dann piezoelektrisch. Anwendungen hierfür sind Hydrophone.

### Biologisches Gewebe
Ein piezoelektrischer Effekt wurde 1957 für Knochen entdeckt. Diese reagieren piezoelektrisch auf Belastungen. 1967 wurde auch für die weichen Gewebsarten Haut, Bindegewebe und Knorpel ein piezoelektrischer Effekt nachgewiesen. Insbesondere reagieren Kollagenfibrillen und -fasern piezoelektrisch auf Druck, Zug und Torsion. Die Aorta ist hingegen nach gegenwärtiger Erkenntnis nicht piezoelektrisch.

## Berechnung
Im Folgenden wird die makroskopische Beschreibung im Rahmen der Kontinuumsmechanik gezeigt. Es wird nur eine lineare Näherung zwischen den betrachteten Größen berücksichtigt. Nichtlineare Effekte wie die Elektrostriktion werden hier vernachlässigt.

### Geometrie

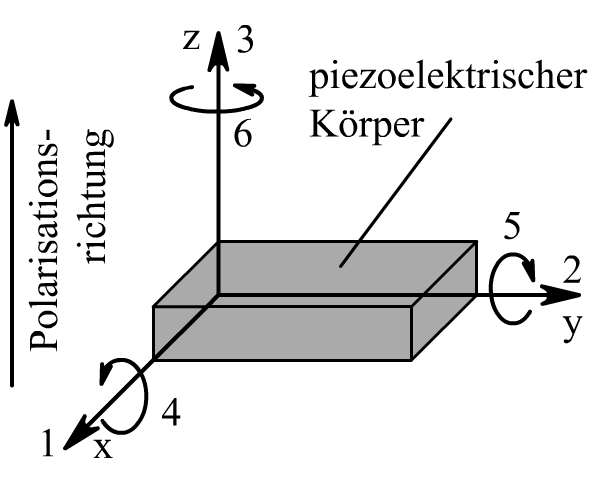
Definition der Achsenrichtungen

Zur Beschreibung der räumlich unterschiedlichen Eigenschaften wird ein Koordinatensystem gewählt. Für die Indizierung wird üblicherweise ein x-, y-, z-Koordinatensystem verwendet, dessen Achsen man mit den Ziffern 1, 2, 3 bezeichnet (Achse 3 entspricht der Polarisationsachse). Die Scherungen an diesen Achsen tragen die Ziffern 4, 5, 6. Basierend auf diesen Achsen werden die piezoelektrischen Eigenschaften mit Tensoren in Gleichungen gefasst.

### Gleichungen
Die einfachsten Gleichungen für den Piezoeffekt beinhalten die Polarisation Ppz (Einheit [C/m²]) und die Verformung Spz (Größe der Dimension Zahl):
{\displaystyle P_{pz}=d\cdot T=e\cdot S}
{\displaystyle S_{pz}=d\cdot E}
wobei d,e die piezoelektrischen Koeffizienten, E die elektrische Feldstärke (V/m) und T die mechanische Spannung (N/m²) angibt. Die erste Gleichung beschreibt den direkten, die zweite den inversen Piezoeffekt.
Die piezoelektrischen Koeffizienten werden durch dreistufige sog. piezoelektrische Tensoren beschrieben. Man hat einerseits:
- piezoelektrische Verzerrungskoeffizienten (Reaktion der Verzerrung auf das elektrische Feld)

{\displaystyle d_{ij,k}={\frac {\partial S_{ij}}{\partial E_{k}}}}; andererseits
- piezoelektrische Spannungskoeffizienten (Reaktion der mechanischen Spannung auf das elektrische Feld)

{\displaystyle e_{ij,k}={\frac {\partial T_{ij}}{\partial E_{k}}}}
Die beiden Koeffizienten sind über die elastischen Konstanten in einen Zusammenhang zu bringen:
{\displaystyle e_{ij,k}=\sum _{lm}\left(C_{ijlm}\cdot d_{lm,k}\right)}
Effekte zweiter Ordnung (inverser Piezoeffekt) werden durch die elektrostriktiven Koeffizienten beschrieben.

Beispiel für die Struktur der Koeffizientenmatrizen für die Kristallklasse 4mm, der auch PZT angehört

Die oben angegebenen Tensoren werden normalerweise in Matrixform umgeschrieben (Voigtsche Notation). Damit erhält man Matrizen mit sechswertigen Komponenten, welche der oben dargestellten Achsendefinition entsprechen. Die piezoelektrischen Effekte werden dann mittels zweier gekoppelter Gleichungen beschrieben, in der die dielektrische Verschiebung D anstelle der Polarisation verwendet wird.
{\displaystyle D=d\cdot T+\varepsilon ^{T}\cdot E}
{\displaystyle S=s^{E}\cdot T+d\cdot E}
{\displaystyle \varepsilon ^{T}} Permittivität bei konstanter mechanischer Spannung
{\displaystyle s^{E}} Elastizitätskonstante bei konstanter elektrischer Feldstärke
Es ist üblich, die Elemente dieser Gleichungen in der Verkoppelungsmatrix zusammenzufassen. Wichtigster Materialparameter für den inversen Piezoeffekt und damit für Aktoren ist die piezoelektrische Ladungskonstante d. Sie beschreibt den funktionalen Zusammenhang zwischen der angelegten elektrischen Feldstärke und der damit erzeugten Dehnung. Die charakteristischen Größen eines piezoelektrischen Wandlers sind für die verschiedenen Wirkrichtungen unterschiedlich.

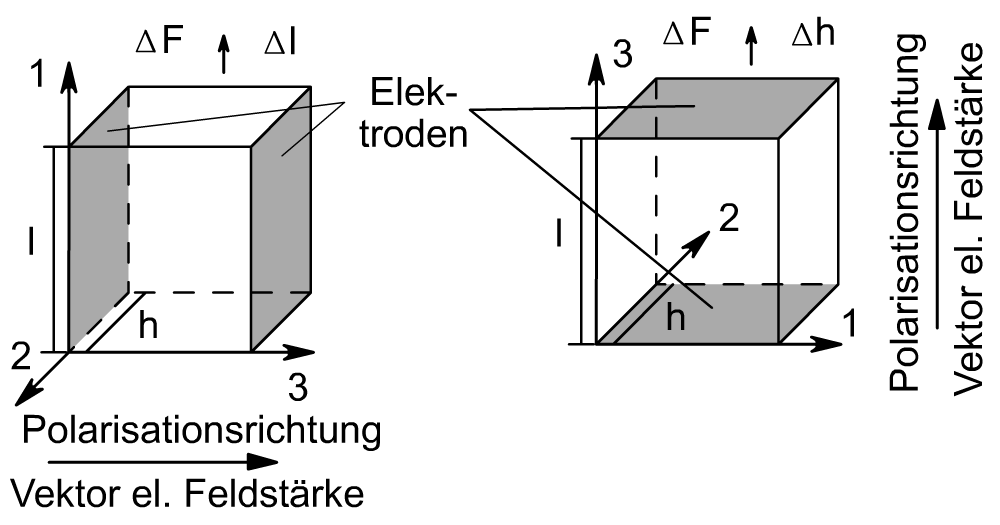
Links: Quereffekt. Rechts: Längseffekt

Im Bereich der Aktorik sind zwei Haupteffekte relevant. Für diese beiden Effekte vereinfacht sich die Gleichung für die Ausdehnung wie folgt
1. Piezoelektrischer Quer- oder Transversaleffekt (d31-Effekt). Die mechanische Kraft wirkt quer zum angelegten Feld.
{\displaystyle S_{1}=s_{11}^{E}\cdot T_{1}+d_{31}\cdot E_{3}}
2. Piezoelektrischer Längs- oder Longitudinaleffekt (d33-Effekt). Die mechanische Kraft wirkt parallel zum angelegten Feld.
{\displaystyle S_{3}=s_{33}^{E}\cdot T_{3}+d_{33}\cdot E_{3}}

## Anwendungen
Heute werden piezoelektrische Bauelemente in vielen Branchen eingesetzt: Industrie und Fertigung, Automobilindustrie, Medizintechnik, Telekommunikation. Im Jahr 2010 erzielte der weltweite Markt für piezoelektrische Bauelemente einen Umsatz von rund 14,8 Milliarden US-Dollar.
Generell lassen sich die Anwendungen in drei Bereiche aufteilen:
1. Sensorik
2. Aktorik
3. Elektrische Bauelemente

### Sensorik
Das Auftreten der piezoelektrischen Ladung bei mechanischer Verformung wird bei piezoelektrischen Sensoren genutzt. Die dabei entstehende Ladung kann mit einem Ladungsverstärker in eine elektrische Spannung mit niedriger Quellimpedanz umgewandelt werden. Bei der anderen Möglichkeit, mit dieser Ladung einen Kondensator aufzuladen und dessen Spannung mit einem möglichst hochohmigen Spannungsmessgerät zu messen, können mangelhafte Isolationswiderstände beispielsweise durch Feuchtigkeit das Ergebnis stark verfälschen und die Registrierung langsamer Verformungen verhindern.

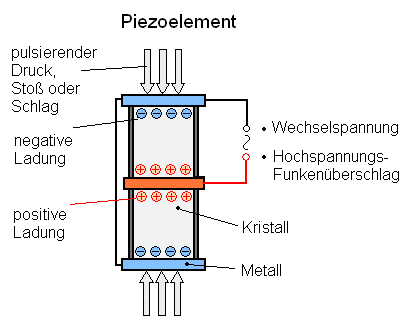
Piezoelement zur Wandlung von mechanischem Druck in elektrische Spannung.

- In der Musik werden Piezoelemente als Tonabnehmer für akustische Instrumente genutzt, hauptsächlich bei Saiteninstrumenten wie Gitarre, Geige oder Mandoline. Die dynamische Verformung des Instrumentes (Vibration des Klangkörpers) wird in eine geringe Wechselspannung umgewandelt, die dann elektrisch verstärkt wird.
- Bei piezoelektrischen Beschleunigungssensoren oder -aufnehmern kommt es bei einer mechanischen Deformation (Kompression oder Scherung) durch die Beschleunigung zu einer Ladungstrennung und damit zu einer abgreifbaren Ladung an den aufgedampften Elektroden.
- Bei Schwingquarzen kann der Einfluss verschiedener Größen auf die Resonanzfrequenz, bei akustischen Oberflächenwellenbauteilen der Einfluss auf die Verzögerungszeit ausgenutzt werden. Eine wichtige Anwendung ist die Messung der auf dem Quarz aufgebrachten Masse, z. B. bei industriellen Beschichtungsverfahren zur Bestimmung der Schichtdicke. Es kann auch die Temperaturabhängigkeit der Schwingungsfrequenz gemessen werden; solche Schwingquarzthermometer sind jedoch nicht mehr im Handel.

### Aktorik
Piezoaktoren können nach der Betriebsweise (quasistatisch oder resonant) oder nach der Richtung des genutzten Effekts unterschieden werden. Aus der Unterscheidung von Transversaleffekt (Quereffekt, d31-Effekt), Longitudinaleffekt (Längseffekt, d33-Effekt) und Schereffekt (d15-Effekt) ergeben sich drei verschiedene Grundelemente für piezoelektrische Aktoren. Der Schereffekt wird jedoch deutlich seltener als die anderen beiden Effekte in Aktoren genutzt, da d15-Aktoren aufwändiger herzustellen sind. Für mehrdimensionale Bewegungen müssen mehrere Piezo-Elemente so kombiniert werden, dass sie in verschiedene Richtungen wirken.

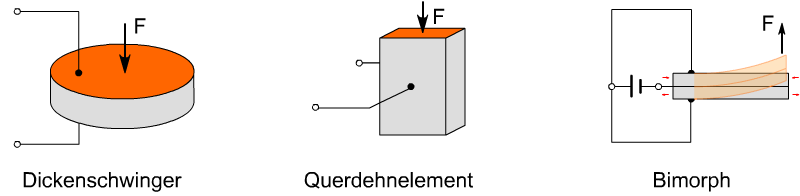
Piezoaktorische Grundelemente

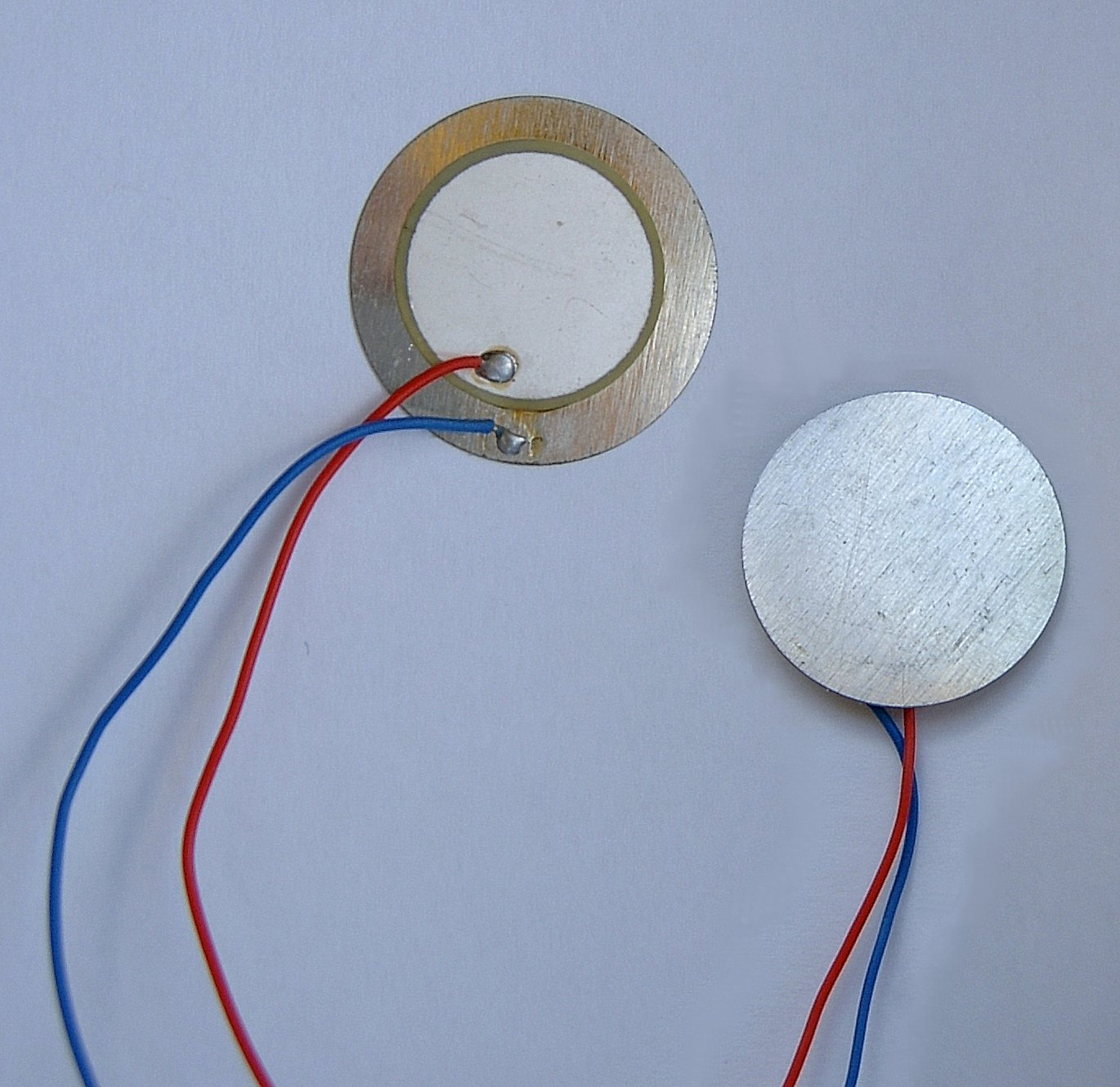
Piezo-Summer,

Auch Aktoren, die im kHz-Bereich betrieben werden, können als quasistatisch betrachtet werden, solange die Betriebsfrequenz deutlich unterhalb der ersten Resonanzfrequenz des Systems liegt. Die hohe Genauigkeit und die große Dynamik prädestinieren den Piezoaktor für Positionieraufgaben und zur aktiven Schwingungsdämpfung. Typische Längenänderungen und damit Stellwege liegen bei 0,1 % der Aktorlänge und damit bei den größten verfügbaren Aktoren in der Größenordnung von 100 µm. Begrenzend auf die Stellwege wirken die Spannungsfestigkeit des Materials, die hohen Betriebsspannungen und die in eine Sättigung laufende Kennlinie des Materials. Die kurzen Stellwege von Piezoaktoren lassen sich mit verschiedenen Mitteln vergrößern, z. B. durch Hebel oder durch Sonderbauformen wie das Bimorph-Biegeelement. Dieses ist eine Kombination aus zwei Querdehnelementen. Eine entgegengesetzte Polarisierung oder Ansteuerung der Elemente bewirkt eine Verbiegung des Aktors.
Beispiele für die quasistatische Anwendung von Piezoaktoren sind
- Braillezeilen für Blinde, bei denen durch Anlegen einer Spannung für den Blinden tastbare Stifte hochgedrückt werden, womit am PC der Monitortext in tastbare Blindenschriftzeichen umgesetzt wird.
- Tintenstrahldrucker (engl. Drop-on-Demand)
- Piezolautsprecher, bei denen die Schallwellen durch eine tonfrequente Wechselspannung erzeugt werden
- Dieseleinspritzsysteme mit piezoelektrischen Aktoren (keramische Vielschichtbauteile mit Edelmetallinnenelektroden), die die Common-Rail-Technik verbessert haben. Dabei wird die Einspritzung von Diesel über Ventile teilweise ersetzt. Seit 2005 werden auch beim Pumpe-Düse-System Piezoaktoren eingesetzt. Industrieunternehmen, die derartige Piezoaktoren in großen Stückzahlen fertigen, sind die Firmen Epcos und Bosch.

Resonant betriebene Piezoaktoren werden überwiegend zur Ultraschallerzeugung und in Piezomotoren wie z. B. Wanderwellenmotoren eingesetzt. In Piezomotoren werden die kleinen Stellwege von Piezoaktoren mittels verschiedener Prinzipien aufaddiert, so dass sehr große Stellwege erreicht werden können. Je nach Motorprinzip arbeiten Piezomotoren quasistatisch oder resonant.

### Elektrische Bauelemente
Bei diesen Anwendungen wird eine mechanische Schwingung eines piezoelektrischen Festkörpers elektrisch angeregt und wieder elektrisch detektiert. Es wird grundlegend zwischen zwei Typen unterschieden
- Volumenresonatoren, bei denen im Wesentlichen das gesamte piezoelektrische Element schwingt. Die wichtigsten Vertreter sind Schwingquarze und keramische Filter.
- SAW-Bauelemente basieren auf akustischen Oberflächenwellen (engl. surface acoustic wave, SAW). Beispiele sind SAW-Filter und Verzögerungsleitungen.

Als Bauelement findet der piezoelektrische Transformator Anwendung als eine Form des Resonanztransformators zur Erzeugung der Hochspannung im Bereich der Inverter. Er dient zur Versorgung von Leuchtröhren (CCFL), wie sie als Hintergrundbeleuchtung bei Flüssigkristallanzeigen verwendet werden.

### Weitere Anwendungen

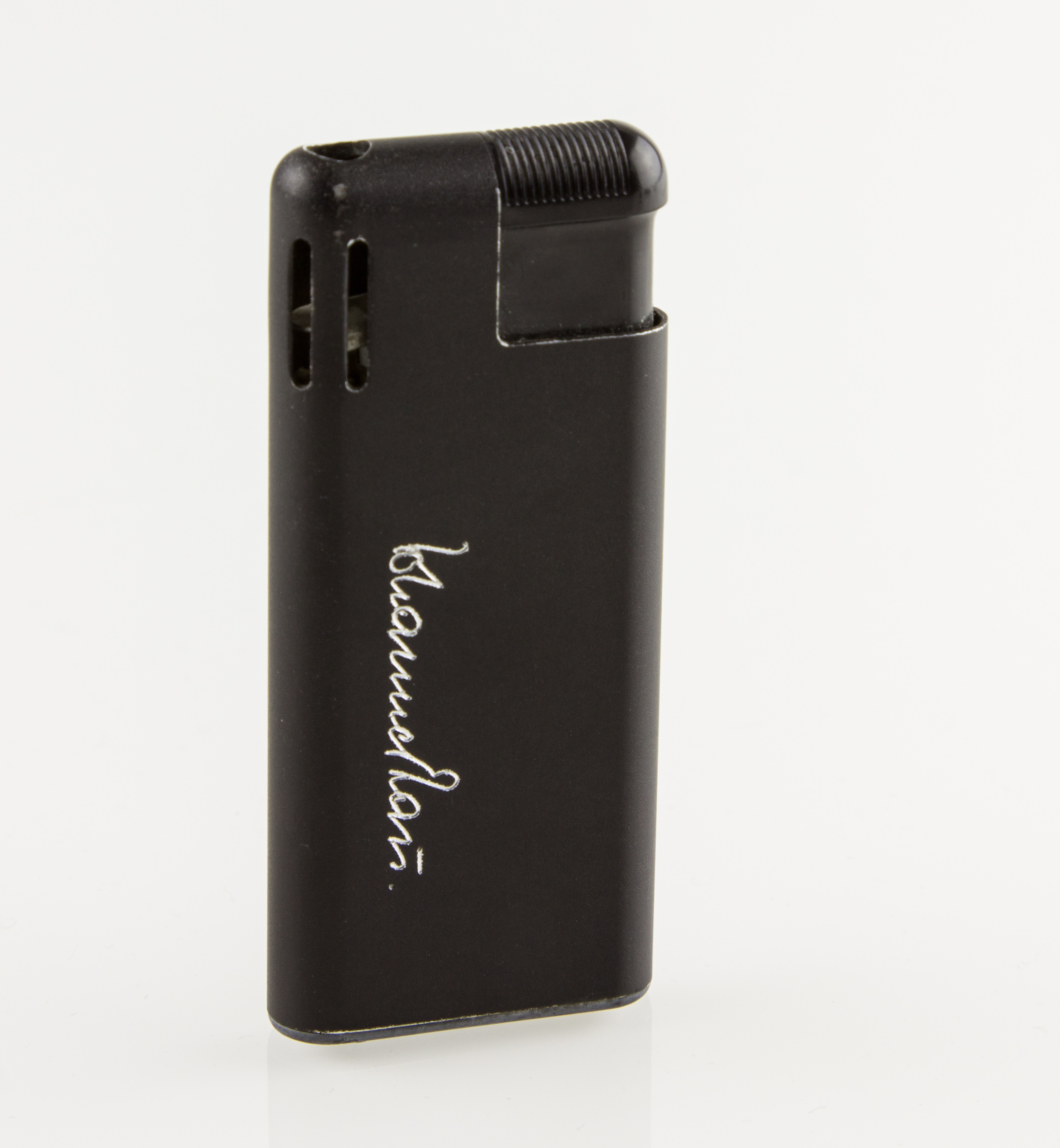
Piezofeuerzeug

Der piezoelektrische Effekt findet Verwendung in Piezofeuerzeugen, hier wird in einem Piezozünder ein plötzlicher großer Druck (Hammer) verwendet, um eine kurzzeitige hohe elektrische Spannung zu erzeugen. Die Funkenentladung zündet dann die Gasflamme. Aufschlagzünder wie in den Gefechtsköpfen von Panzerabwehrwaffen (Panzerfaust/RPG-7), Piezomikrofone (Kristallmikrofone), Piezo-Lautsprecher in Kopfhörern, batterielose Funkschalter, Piezo-Sirenen und -Summer sind weitere Verwendungen.
Eine Reihe von mikromechanischen Sensoren macht sich Piezoelektrizität zunutze, z. B. Beschleunigungssensoren, Drehraten-, Druck- und Kraftsensoren sowie Ultraschallsensoren, Mikrowaagen und Klopfsensoren in Kraftfahrzeugmotoren.
Auch manche mikromechanische Aktoren basieren auf Piezoelektrizität: Piezomotoren (Squiggler), Ultraschallmotoren, z. B. für die Objektivautofokussierung oder Uhrenantriebe, im Bereich der Mikro- und Nanopositioniersysteme sind Rastertunnelmikroskop, Rasterelektronenmikroskop und das Rasterkraftmikroskop piezoelektrisch angetriebene Systeme. In der Ventiltechnik sind Einspritzdüsen von Pkw (Serienstart 2000 für Dieselmotoren), Proportional-Druckregler und Druckköpfe von Tintenstrahldruckern zu erwähnen. Tonabnehmer, elektroakustische Verzögerungsleitungen wie in älteren PAL- oder SECAM-Farbfernsehgeräten, batterielose Funktechnik (Schalter) und optische Modulatoren sind ebenfalls piezoelektrische Bauteile. Die Zuführtechnik verwendet viele der genannten Bauteile. Der piezoelektrische Kristall wird zudem zur Erzeugung von kaltem Atmosphärendruckplasma genutzt, das vor allem für die Oberflächenaktivierung, Keimreduktion und Geruchsreduktion in der Medizin eingesetzt wird.

## Ähnliche Effekte
- Pyroelektrizität
- Piezoresistiver Effekt